# Anthemis
Anthemis este un gen de plante din familia Asteraceae, ordinul Asterales.

## Caractere morfologice
- Tulpina

- Frunza

- Florile

- Semințele

## Specii
Sunt cca. 100 de specii, printre care și următoarele:
- Anthemis altissima
- Anthemis arvensis
- Anthemis austriaca
- Anthemis carpatica
- Anthemis cinerea
- Anthemis cotula
- Anthemis cretica
- Anthemis glaberrima
- Anthemis haussknechtii
- Anthemis macedonica
- Anthemis marschalliana
- Anthemis melampodina
- Anthemis nobilis (sau Chamaemelum nobile)
- Anthemis punctata
- Anthemis rosea
- Anthemis sanci-johannis
- Anthemis secundiramea
- Anthemis styriaca
- Anthemis tinctoria
- Anthemis triumfetti
- Anthemis tuberculata